# Rachefova pyramida

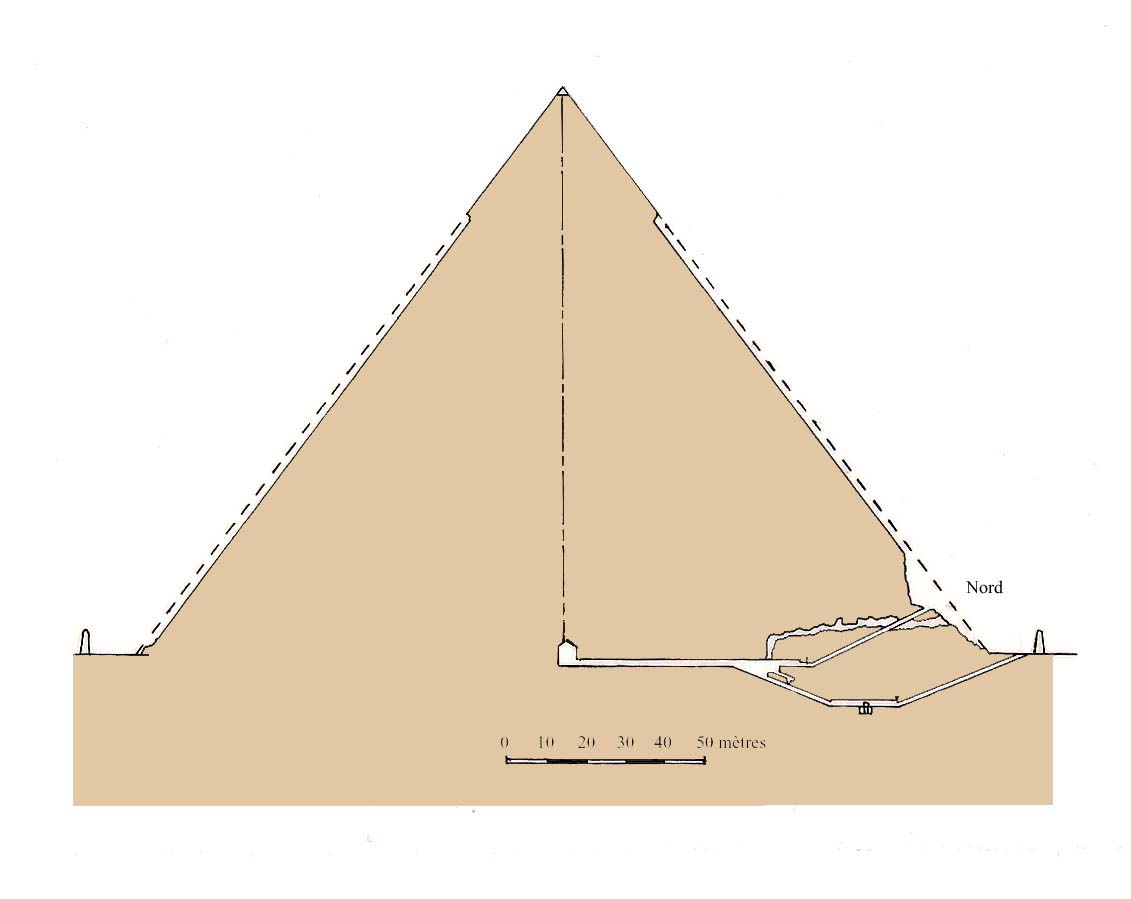
Pasáže a komory uvnitř Rachefovy pyramidy

Rachefova pyramida u Gízy je jen o málo menší než největší pyramida v Egyptě postavená pro krále Chufua (Cheopse), ale z dnešního pohledu se jeví vyšší. Tento dojem vyvolává umístění na výše položeném místě a také do jisté míry strmější sklon stěn. Díky tomu si ji mnoho obdivovatelů plete s pyramidou Chufuovou.
Tuto hrobku si vybudoval král Rachef (Chafre, řec. Chefrén). Základna měří 215,25 metru a má výšku 136,4 metru (původně 143,5 metru) a dnes jí chybí vrcholek, neboli pyramidion. Sklon pyramidy je asi 53°10´.
Postavena je o něco méně propracovaněji, než pyramida Chufuova, spáry mezi bloky jsou často široké. Obložení pyramidy se dochovalo pouze pod vrcholem.
Pohřební komora se zde nachází pod povrchem, vytesaná do skalního podloží, přístupová cesta k ní je mnohem jednodušší, než u pyramidy Chufuovy. Co ale nechybí ani u této pyramidy je komplex staveb, které ji obklopují. Jedna zvláštnost však u této pyramidy existuje. Je jí Velká Sfinga, obrovitá socha ležícího lva s hlavou panovníka.